# Reboot (утилита)

halt и reboot — утилиты в UNIX-системах, которые очищают файловый системный кеш, отправляют всем процессам сигналы о завершении, и, соответственно, выключают или перезагружают компьютер. Выполненное действие заносится в системный лог.

## Использование
```
halt
 
[
-lnpq
]
 
[
-k
 
ядро
]

reboot
 
[
-dlnpq
]
 
[
-k
 
ядро
]

fasthalt
 
[
-lnpq
]
 
[
-k
 
ядро
]

fastboot
 
[
-dlnpq
]
 
[
-k
 
ядро
]

```

fasthalt и fastboot — не что иное, как алиасы.
Параметры:
| Флаг    | Описание |
| ------- | --- |
| -d      | Создать файл дампа для системных ошибок. |
| -k ядро | Запустить указанное ядро при следующем системном запуске. Если загрузка произойдет успешно, указанное ядро будет запускаться всегда по умолчанию. В случае неудачи запускается текущее ядро, выставленное как стандартное. Работа этого ключа может быть изменена в будущем |
| -l      | Не заносить информацию в логи. Это может использоваться такими функциями как shutdown, которые пишут логи самостоятельно |
| -n      | Не очищать файловый системный кеш. Не рекомендуется к использованию. |
| -p      | Система попытается выключить питание компьютера |
| -q      | Быстрое выполнение действия. При этом ключе программы не получают сигнал SIGTERM. Не рекомендуется к использованию. |